# Sperlinga

Ubicació de Sperlinga dins la província

Sperlinga (sicilià Spillinga) és un municipi italià, dins de la província d'Enna. L'any 2008 tenia 892 habitants. Limita amb els municipis de Gangi (PA) i Nicosia.

## Administració
| Període | Identitat          | Partit        |
| ------- | ------------------ | ------------- |
| 2007-   | Giuseppe Matarazzo | Llista cívica |

## Galeria d'imatges

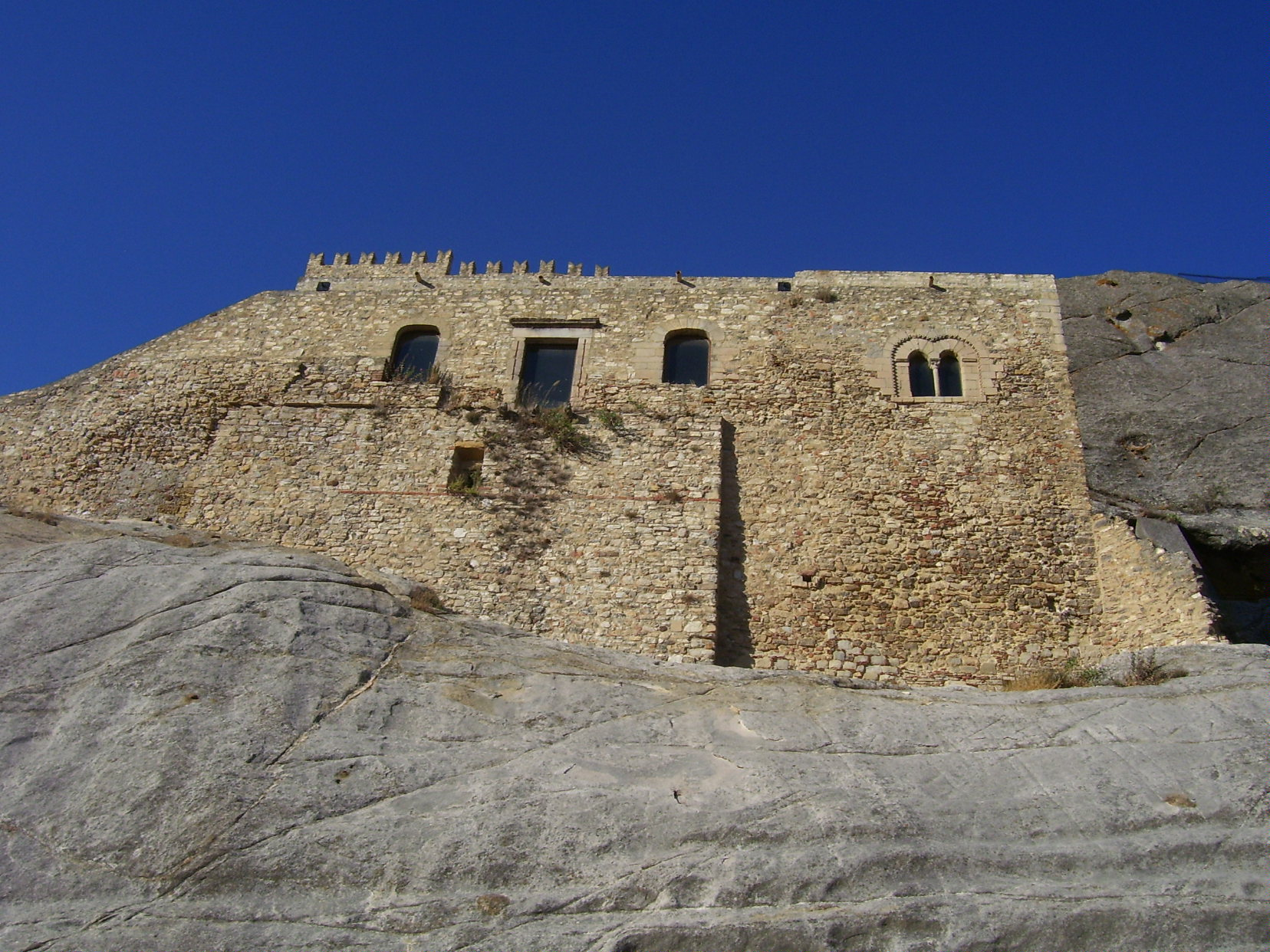
Castell medieval
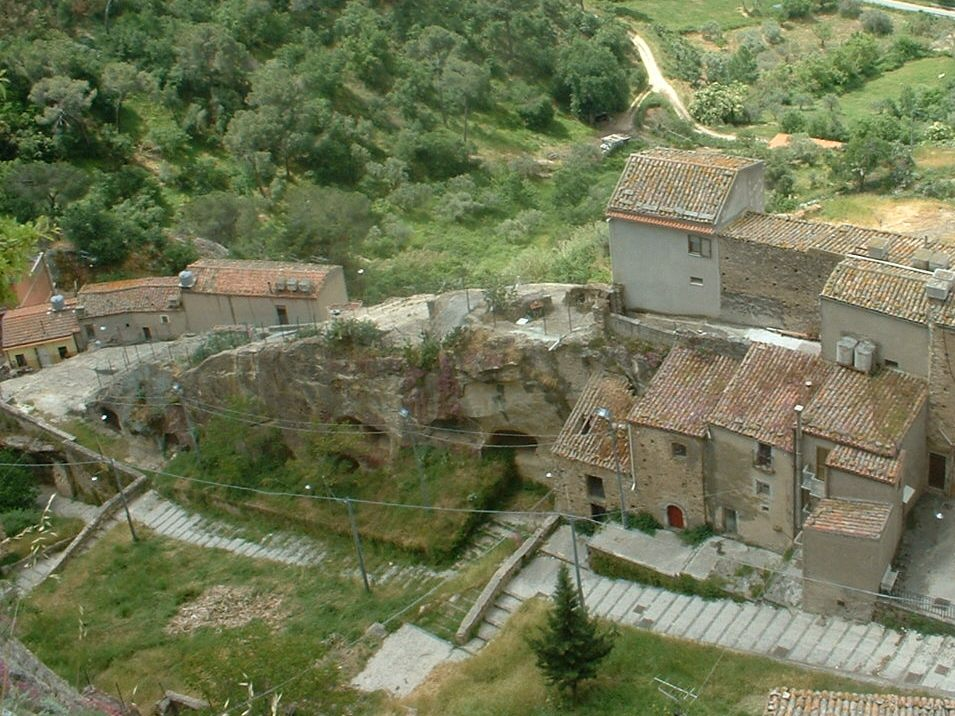
Grutes del castell
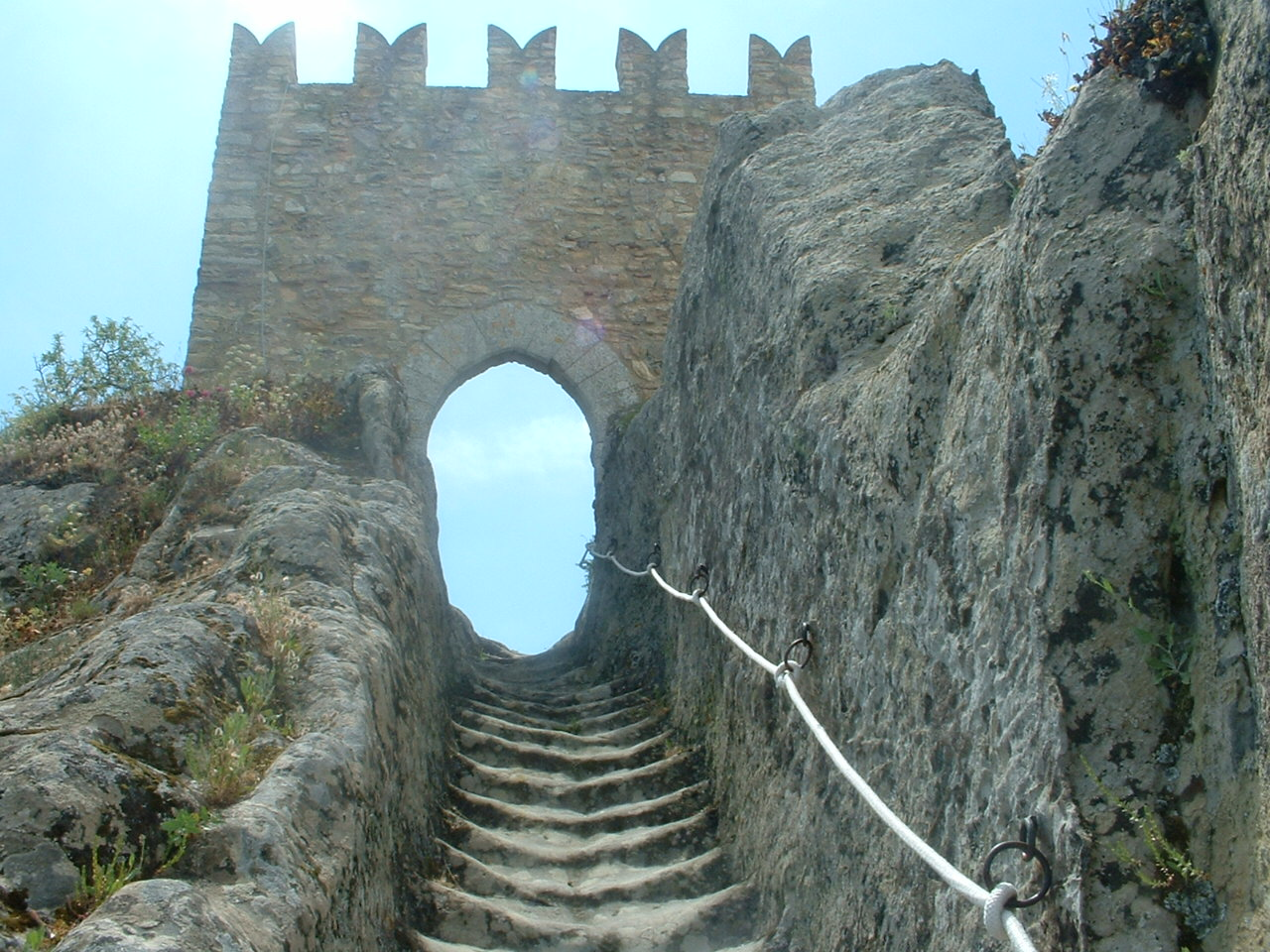
Torre del Castell